# Markies van Anglesey

Wapen van de markies van Anglesey

Markies van Anglesey (Engels: marquess of Anglesey) is een Britse adellijke titel.
De titel werd gecreëerd in 1815 door de prins-regent George voor Henry Paget, 2e graaf van Uxbridge. Zijn nakomelingen dragen de titel nog altijd.
De aanvullende titels van de markies zijn: graaf van Uxbridge (sinds 1784), baron Paget de Beaudesert (1553) en baronet of Plas Newydd

## Markies van Anglesey (1815)
- 1815 – 1854: Henry William Paget (1768 – 1854), 1e markies van Anglesey, 2e graaf van Uxbridge
- 1854 – 1869: Henry Paget (1797 – 1869), 2e markies van Anglesey
- 1869 – 1880: Henry Paget (1821 –1880), 3e markies van Anglesey
- 1880 – 1898: Henry Paget (1835 –1898), 4e markies van Anglesey
- 1898 – 1905: Henry Cyril Paget (1875 –1905), 5e markies van Anglesey
- 1905 – 1947: Charles Henry Alexander Paget (1885 – 1947), 6e markies van Anglesey
- 1947 – heden: George Charles Henry Victor Paget (geboren 1922), 7e markies van Anglesey